# Großer Preis von Ungarn 1995
Der Große Preis von Ungarn 1995 (offiziell XI Marlboro Magyar Nagydíj) fand am 13. August auf dem Hungaroring in Mogyoród statt und war das zehnte Rennen der Formel-1-Weltmeisterschaft 1995.

## Berichte

### Hintergründe
Nach dem Großen Preis von Deutschland führte Michael Schumacher in der Fahrerwertung mit 21 Punkten vor Damon Hill und mit 24 Punkten vor Jean Alesi. In der Konstrukteurswertung führte Benetton-Renault mit 18 Punkten vor Ferrari und mit 19 Punkten vor Williams-Renault.
Vor dem Rennwochenende gab es erneut zwei Fahrerwechsel: Bei Minardi wurde der Italiener Pierluigi Martini durch Pedro Lamy ersetzt und bei Ligier kehrte Martin Brundle für Aguri Suzuki zurück.
Mit Schumacher und Hill (jeweils einmal) traten zwei ehemalige Sieger zu diesem Grand Prix an.

### Training
Vor dem Rennen fanden zwei Trainingseinheiten statt: Die erste am Freitagmorgen und die zweite am Samstagmorgen.
Das erste freie Training gewann Schumacher mit einer Zeit von 1:21,156 Minuten vor David Coulthard und Gerhard Berger.
Im zweiten freien Training war Hill mit einer Zeit von 1:18,682 Minuten der Schnellste vor Mika Häkkinen und Schumacher.

### Qualifying
Das Qualifying fand in zwei Abschnitten statt, die jeweils beste Zeit entschied über die Startposition.
Sowohl im ersten Qualifyingsegment (Q1) als auch im zweiten Segment (Q2) war Hill jeweils der Schnellste und sicherte sich somit Pole-Position. Ihm folgten Coulthard und Schumacher.

### Warm-Up
Die Fahrer gingen am Sonntagmorgen zu einem 30-minütigen Warm-up auf die Strecke. Schumacher war Schnellster vor Häkkinen und Alesi.

### Rennen
Zu Beginn blieben die Spitzenpositionen unverändert, mit Ausnahme von Brundle im Ligier, der vom 8. auf den 6. Platz vorrückte. Schumacher überholte Coulthard in der 13. Runde für den zweiten Platz. In der 42. Runde zwang ein Bremsproblem Alesi zum Ausfall.
Das Rennen verlief bis zu den letzten Runden ohne weitere nennenswerte Aktionen. Vier Runden vor Schluss musste Schumacher dann aufgrund eines Motorschadens aufgeben, was den Weg für Williams‘ Doppelsieg ebnete. Hill holte seinen dritten Saisonsieg, nachdem er von der Pole-Position gestartet war, alle 77 Runden in Führung lag und die schnellste Rennrunde fuhr. Es war sein erster und einziger Grand Slam. Teamkollege Coulthard wurde Zweiter. Der Kampf um Platz 3 zwischen Barrichello, Berger und Herbert blieb bis zum Rennende hitzig: Der Brasilianer schaffte es, seine Konkurrenten bis zur vorletzten Kurve hinter sich zu halten als ihm der Treibstoff ausging und er sogar auf den 7. Platz abrutschte. Berger wurde daher Dritter im Ferrari, allerdings mit bereits einer Runde Rückstand. Die restlichen Punkteplatzierungen belegten Johnny Herbert, Heinz-Harald Frentzen und Olivier Panis. Das Jordan-Team wartete an der Boxenmauer darauf, dass Rubens Barrichello sich den dritten Platz sichern würde, doch sein Motor ging in der letzten Kurve aus und er kam als Siebter ins Ziel.
Taki Inoue wurde vom Medical-Car angefahren, als er versuchte, ein Feuer an seinem Footwork zu löschen. Er erlitt allerdings nur leichte Verletzungen.
In der Fahrerwertung blieben die ersten drei Plätze unverändert. In der Konstrukteurswertung konnte Williams-Renault mit dem Doppelsieg an Ferrari vorbeiziehen und war nun Zweiter hinter Benetton-Renault.

## Meldeliste
| Team                        | Nr. | Fahrer                   | Chassis         | Motor                 | Reifen |
| --------------------------- | --- | ------------------------ | --------------- | --------------------- | ------ |
| Mild Seven Benetton Renault | 01  | Michael Schumacher       | Benetton B195   | Renault 3.0 V10       | G      |
| Mild Seven Benetton Renault | 02  | Johnny Herbert           | Benetton B195   | Renault 3.0 V10       | G      |
| Nokia Tyrrell Yamaha        | 03  | Ukyō Katayama            | Tyrrell 023     | Yamaha 3.0 V10        | G      |
| Nokia Tyrrell Yamaha        | 04  | Mika Salo                | Tyrrell 023     | Yamaha 3.0 V10        | G      |
| Rothmans Williams Renault   | 05  | Damon Hill               | Williams FW17   | Renault 3.0 V10       | G      |
| Rothmans Williams Renault   | 06  | David Coulthard          | Williams FW17   | Renault 3.0 V10       | G      |
| Marlboro McLaren Mercedes   | 07  | Mark Blundell            | McLaren MP4/10B | Mercedes-Benz 3.0 V10 | G      |
| Marlboro McLaren Mercedes   | 08  | Mika Häkkinen            | McLaren MP4/10B | Mercedes-Benz 3.0 V10 | G      |
| Footwork Hart               | 09  | Massimiliano Papis       | Footwork FA16   | Hart 3.0 V8           | G      |
| Footwork Hart               | 10  | Taki Inoue               | Footwork FA16   | Hart 3.0 V8           | G      |
| Total Jordan Peugeot        | 14  | Rubens Barrichello       | Jordan 195      | Peugeot 3.0 V10       | G      |
| Total Jordan Peugeot        | 15  | Eddie Irvine             | Jordan 195      | Peugeot 3.0 V10       | G      |
| Pacific Grand Prix Ltd      | 16  | Giovanni Lavaggi         | Pacific PR02    | Ford ED 3.0 V8        | G      |
| Pacific Grand Prix Ltd      | 17  | Andrea Montermini        | Pacific PR02    | Ford ED 3.0 V8        | G      |
| Parmalat Forti Ford         | 21  | Pedro Diniz              | Forti FG01      | Ford ED 3.0 V8        | G      |
| Parmalat Forti Ford         | 22  | Roberto Moreno           | Forti FG01      | Ford ED 3.0 V8        | G      |
| Minardi Scuderia Italia     | 23  | Pedro Lamy               | Minardi M195    | Ford EDM 3.0 V8       | G      |
| Minardi Scuderia Italia     | 24  | Luca Badoer              | Minardi M195    | Ford EDM 3.0 V8       | G      |
| Ligier Gitanes Blondes      | 25  | Martin Brundle           | Ligier JS41     | Mugen-Honda 3.0 V10   | G      |
| Ligier Gitanes Blondes      | 26  | Olivier Panis            | Ligier JS41     | Mugen-Honda 3.0 V10   | G      |
| Scuderia Ferrari SpA        | 27  | Jean Alesi               | Ferrari 412T2   | Ferrari 3.0 V12       | G      |
| Scuderia Ferrari SpA        | 28  | Gerhard Berger           | Ferrari 412T2   | Ferrari 3.0 V12       | G      |
| Red Bull Sauber Ford        | 29  | Jean-Christophe Boullion | Sauber C14      | Ford Zetec-R 3.0 V8   | G      |
| Red Bull Sauber Ford        | 30  | Heinz-Harald Frentzen    | Sauber C14      | Ford Zetec-R 3.0 V8   | G      |

## Klassifikationen

### Qualifying
| Pos. | Fahrer                   | Konstrukteur       | Q1       | Q2         | Start |
| ---- | ------------------------ | ------------------ | -------- | ---------- | ----- |
| 01   | Damon Hill               | Williams-Renault   | 1:18,374 | 1:16,982   | 01    |
| 02   | David Coulthard          | Williams-Renault   | 1:19,000 | 1:17,366   | 02    |
| 03   | Michael Schumacher       | Benetton-Renault   | 1:19,490 | 1:17,558   | 03    |
| 04   | Gerhard Berger           | Ferrari            | 1:19,033 | 1:18,059   | 04    |
| 05   | Mika Häkkinen            | McLaren-Mercedes   | 1:20,577 | 1:18,363   | 05    |
| 06   | Jean Alesi               | Ferrari            | 1:20,134 | 1:18,968   | 06    |
| 07   | Eddie Irvine             | Jordan-Peugeot     | 1:21,246 | 1:19,499   | 07    |
| 08   | Martin Brundle           | Ligier-Mugen-Honda | 1:21,818 | 1:19,748   | 08    |
| 09   | Johnny Herbert           | Benetton-Renault   | 1:21,878 | 1:20,072   | 09    |
| 10   | Olivier Panis            | Ligier-Mugen-Honda | 1:20,952 | 1:20,160   | 10    |
| 11   | Heinz-Harald Frentzen    | Sauber-Ford        | 1:21,234 | 1:20,413   | 11    |
| 12   | Luca Badoer              | Minardi-Ford       | 1:22,345 | 1:20,543   | 12    |
| 13   | Mark Blundell            | McLaren-Mercedes   | 1:21,663 | 1:20,640   | 13    |
| 14   | Rubens Barrichello       | Jordan-Peugeot     | 1:21,874 | 1:20,902   | 14    |
| 15   | Pedro Lamy               | Minardi-Ford       | 1:22,600 | 1:21,156   | 15    |
| 16   | Mika Salo                | Tyrrell-Yamaha     | 1:24,440 | 1:21,624   | 16    |
| 17   | Ukyō Katayama            | Tyrrell-Yamaha     | 1:22,866 | 1:21,702   | 17    |
| 18   | Taki Inoue               | Footwork-Hart      | 1:24,656 | 1:22,081   | 18    |
| 19   | Jean-Christophe Boullion | Sauber-Ford        | 1:22,766 | 1:22,161   | 19    |
| 20   | Massimiliano Papis       | Footwork-Hart      | 1:23,275 | keine Zeit | 20    |
| 21   | Roberto Moreno           | Forti-Ford         | 1:26,059 | 1:24,351   | 21    |
| 22   | Andrea Montermini        | Pacific-Ford       | 1:25,465 | 1:24,371   | 22    |
| 23   | Pedro Diniz              | Forti-Ford         | 1:25,934 | 1:24,695   | 23    |
| 24   | Giovanni Lavaggi         | Pacific-Ford       | 1:27,342 | 1:26,570   | 24    |

### Rennen
| Pos. | Fahrer                   | Konstrukteur       | Runden | Stopps | Zeit        | Start | Schnellste Runde |
| ---- | ------------------------ | ------------------ | ------ | ------ | ----------- | ----- | ---------------- |
| 01   | Damon Hill               | Williams-Renault   | 77     | 3      | 1:46:25,721 | 01    | 1:20,247 (34.)   |
| 02   | David Coulthard          | Williams-Renault   | 77     | 3      | + 33,398    | 02    | 1:21,126 (58.)   |
| 03   | Gerhard Berger           | Ferrari            | 76     | 3      | + 1 Runde   | 04    | 1:21,371 (38.)   |
| 04   | Johnny Herbert           | Benetton-Renault   | 76     | 3      | + 1 Runde   | 09    | 1:22,560 (06.)   |
| 05   | Heinz-Harald Frentzen    | Sauber-Ford        | 76     | 2      | + 1 Runde   | 11    | 1:23,146 (69.)   |
| 06   | Olivier Panis            | Ligier-Mugen-Honda | 76     | 3      | + 1 Runde   | 10    | 1:21,343 (40.)   |
| 07   | Rubens Barrichello       | Jordan-Peugeot     | 76     | 2      | + 1 Runde   | 14    | 1:22,677 (27.)   |
| 08   | Luca Badoer              | Minardi-Ford       | 75     | 2      | + 2 Runden  | 12    | 1:23,608 (51.)   |
| 09   | Pedro Lamy               | Minardi-Ford       | 74     | 2      | + 3 Runden  | 15    | 1:24,269 (16.)   |
| 10   | Jean-Christophe Boullion | Sauber-Ford        | 74     | 2      | + 3 Runden  | 19    | 1:23,424 (53.)   |
| 11   | Michael Schumacher       | Benetton-Renault   | 73     | 3      | DNF         | 03    | 1:20,506 (22.)   |
| 12   | Andrea Montermini        | Pacific-Ford       | 73     | 2      | + 4 Runden  | 22    | 1:26,077 (40.)   |
| 13   | Eddie Irvine             | Jordan-Peugeot     | 70     | 3      | DNF         | 07    | 1:22,211 (49.)   |
| –    | Martin Brundle           | Ligier-Mugen-Honda | 67     | 3      | DNF         | 08    | 1:21,977 (40.)   |
| –    | Mika Salo                | Tyrrell-Yamaha     | 58     | 2      | DNF         | 16    | 1:23,556 (27.)   |
| –    | Mark Blundell            | McLaren-Mercedes   | 54     | 2      | DNF         | 13    | 1:22,235 (27.)   |
| –    | Ukyō Katayama            | Tyrrell-Yamaha     | 46     | 1      | DNF         | 17    | 1:23,994 (25.)   |
| –    | Massimiliano Papis       | Footwork-Hart      | 45     | 2      | DNF         | 20    | 1:25,730 (08.)   |
| –    | Jean Alesi               | Ferrari            | 42     | 2      | DNF         | 06    | 1:22,276 (25.)   |
| –    | Pedro Diniz              | Forti-Ford         | 32     | 1      | DNF         | 23    | 1:26,913 (06.)   |
| –    | Taki Inoue               | Footwork-Hart      | 13     | 0      | DNF         | 18    | 1:24,804 (09.)   |
| –    | Roberto Moreno           | Forti-Ford         | 8      | 0      | DNF         | 21    | 1:26,566 (06.)   |
| –    | Giovanni Lavaggi         | Pacific-Ford       | 5      | 0      | DNF         | 24    | 1:27,894 (03.)   |
| –    | Mika Häkkinen            | McLaren-Mercedes   | 3      | 0      | DNF         | 05    | 1:22,720 (03.)   |

## WM-Stände nach dem Rennen
Die ersten sechs Fahrer eines Rennens bekamen 10, 6, 4, 3, 2 und 1 Punkt(e).

### Fahrerwertung
| Pos. | Fahrer                   | Konstrukteur       | Punkte |
| ---- | ------------------------ | ------------------ | ------ |
| 01   | Michael Schumacher       | Benetton-Renault   | 56     |
| 02   | Damon Hill               | Williams-Renault   | 45     |
| 03   | Jean Alesi               | Ferrari            | 32     |
| 04   | David Coulthard          | Williams-Renault   | 29     |
| 05   | Johnny Herbert           | Benetton-Renault   | 28     |
| 06   | Gerhard Berger           | Ferrari            | 25     |
| 07   | Olivier Panis            | Ligier-Mugen-Honda | 8      |
| 08   | Rubens Barrichello       | Jordan-Peugeot     | 7      |
| 09   | Heinz-Harald Frentzen    | Sauber-Ford        | 7      |
| 10   | Eddie Irvine             | Jordan-Peugeot     | 6      |
| 11   | Mika Häkkinen            | McLaren-Mercedes   | 5      |
| 12   | Mark Blundell            | McLaren-Mercedes   | 5      |
| 13   | Martin Brundle           | Ligier-Mugen-Honda | 3      |
| 14   | Jean-Christophe Boullion | Sauber-Ford        | 2      |
| 15   | Aguri Suzuki             | Ligier-Mugen-Honda | 1      |
| 16   | Gianni Morbidelli        | Footwork-Hart      | 1      |

| Pos. | Fahrer                 | Konstrukteur     | Punkte |
| ---- | ---------------------- | ---------------- | ------ |
| 17   | Mika Salo              | Tyrrell-Yamaha   | 0      |
| 18   | Pierluigi Martini      | Minardi-Ford     | 0      |
| 19   | Ukyō Katayama          | Tyrrell-Yamaha   | 0      |
| 20   | Luca Badoer            | Minardi-Ford     | 0      |
| 21   | Andrea Montermini      | Pacific-Ford     | 0      |
| 22   | Domenico Schiattarella | Simtek-Ford      | 0      |
| 23   | Taki Inoue             | Footwork-Hart    | 0      |
| 24   | Pedro Lamy             | Minardi-Ford     | 0      |
| 25   | Pedro Diniz            | Forti-Ford       | 0      |
| 26   | Nigel Mansell          | McLaren-Mercedes | 0      |
| 27   | Bertrand Gachot        | Pacific-Ford     | 0      |
| 28   | Jos Verstappen         | Simtek-Ford      | 0      |
| 29   | Karl Wendlinger        | Sauber-Ford      | 0      |
| 30   | Roberto Moreno         | Forti-Ford       | 0      |
| –    | Massimiliano Papis     | Footwork-Hart    | 0      |
| –    | Giovanni Lavaggi       | Pacific-Ford     | 0      |

### Konstrukteurswertung
| Pos. | Konstrukteur       | Punkte |
| ---- | ------------------ | ------ |
| 01   | Benetton-Renault   | 74     |
| 02   | Williams-Renault   | 68     |
| 03   | Ferrari            | 57     |
| 04   | Jordan-Peugeot     | 13     |
| 05   | Ligier-Mugen-Honda | 12     |
| 06   | McLaren-Mercedes   | 10     |
| 07   | Sauber-Ford        | 9      |

| Pos. | Konstrukteur   | Punkte |
| ---- | -------------- | ------ |
| 08   | Footwork-Hart  | 1      |
| 09   | Tyrrell-Yamaha | 0      |
| 10   | Minardi-Ford   | 0      |
| 11   | Pacific-Ford   | 0      |
| 12   | Simtek-Ford    | 0      |
| 13   | Forti-Ford     | 0      |

Anmerkungen
1. 1 2  Benetton-Renault und Williams-Renault erhielten beim Großen Preis von Brasilien keine Konstrukteurspunkte (zehn bzw. sechs) wegen Verwendung nicht regelkonformen Treibstoffs.